# Liste der Kulturdenkmäler in Flörsheim-Dalsheim
In der Liste der Kulturdenkmäler in Flörsheim-Dalsheim sind alle Kulturdenkmäler der rheinland-pfälzischen Ortsgemeinde Flörsheim-Dalsheim aufgeführt. Grundlage ist die Denkmalliste des Landes Rheinland-Pfalz (Stand: 25. März 2025).

## Denkmalzonen
| Bezeichnung                                | Lage                                                                                                 | Baujahr                              | Beschreibung | Bild                           |
| ------------------------------------------ | --- | ------------------------------------ | --- | ------------------------------ |
| Denkmalzone Ortsbefestigung Dalsheim       | Dalsheim Lage                                                                                        | letztes Drittel des 15. Jahrhunderts | sogenannte Fleckenmauer, letztes Drittel des 15. Jahrhunderts; Kalkbruchsteinmauer mit Wehrgang und Blendarkaden; sieben von elf Türmen erhalten, Graben teilweise verfüllt                                                                         | weitere Bilder Fotos hochladen |
| Denkmalzone Jüdischer Friedhof in Dalsheim | Dalsheim, Am Pfarrgarten Lage                                                                        | 1579                                 | ummauertes Areal unmittelbar vor der Fleckenmauer, 1579 angelegt; etwa 200 Grabsteine von 1721 bis 1941/42 | weitere Bilder Fotos hochladen |
| Denkmalzone Ortskern Nieder-Flörsheim      | Nieder-Flörsheim, Alzeyer Straße 1–11 und 2–14, Pfarrgasse 1, 3 und 4, Untergasse 1–17 und 2-16 Lage | 17. bis 19. Jahrhundert              | geschlossene historische Dorfstruktur des 17. bis 19. Jahrhunderts mit landschaftstypischen Haus- und Hofformen, Scheunenrand | BW                             |
| Denkmalzone Friedhof Nieder-Flörsheim      | Nieder-Flörsheim, Am Schulberg Lage                                                                  | um 1835                              | um 1835 angelegt, nach 1900 erweitert; Grabmäler ab 1840; Kriegerdenkmal 1870/71, Inschrifttafel, Siegeseiche, 1892; Kriegerdenkmal des Ersten und Zweiten Weltkriegs mit Ehrengräbern; gemeinsam mit der evangelischen Pfarrkirche ortsbildprägend | weitere Bilder Fotos hochladen |

## Einzeldenkmäler
| Bezeichnung                                | Lage                                                                  | Baujahr                              | Beschreibung | Bild                           |
| ------------------------------------------ | --------------------------------------------------------------------- | ------------------------------------ | --- | ------------------------------ |
| Villa Merkel                               | Dalsheim, Alzeyer Straße 134 Lage                                     | um 1913                              | repräsentativer neuklassizistischer Walmdachbau, um 1913; bauliche Gesamtanlage                                                                                          | weitere Bilder Fotos hochladen |
| Wohnhaus                                   | Dalsheim, Am Obertor 1, Schlossgasse 6 Lage                           | 18. Jahrhundert                      | repräsentativer barocker abgewalmter Mansarddachbau, 18. Jahrhundert, 1847 überformt                                                                                     | BW                             |
| Schulhaus                                  | Dalsheim, Am Untertor 2 Lage                                          | 1896                                 | ehemalige Schule; spätgründerzeitlicher Putzbau, bezeichnet 1896, 1909 (?) erweitert; städtebaulich wichtig                                                              | Fotos hochladen                |
| unterirdischer Gang                        | Dalsheim, Auf dem Römer, zu Nr. 1 Lage                                |                                      | unterirdischer Gang zwischen Pfarrhauskeller und Fleckenmauer | BW                             |
| Katholische Pfarrkirche St. Peter und Paul | Dalsheim, Auf dem Römer 4 Lage                                        | 12. Jahrhundert                      | romanischer Nordturm in Art der Wormser Schule, 12. Jahrhundert, barocker Saalbau, 1780–85                                                                               | weitere Bilder Fotos hochladen |
| Hofanlage                                  | Dalsheim, Auf dem Römer 6 Lage                                        | um 1800                              | Winkelhof; Wohnhaus, teilweise Fachwerk, verputzt, um 1800, Scheune aus dem 19. Jahrhundert                                                                              | BW                             |
| Obere evangelische Kirche                  | Dalsheim, Burggasse 2 Lage                                            | 12. Jahrhundert                      | auch Sommerkirche, ehemals St. Maria und reformierte Pfarrkirche; romanischer Westturm, 12. Jahrhundert, 1907 überformt, barocker Saal, 1708–12                          | weitere Bilder Fotos hochladen |
| Hofanlage                                  | Dalsheim, Burggasse 10 Lage                                           | um 1700                              | Winkelhof; barockes Wohnhaus, teilweise Fachwerk, um 1700 | Fotos hochladen                |
| Kriegerdenkmal                             | Dalsheim, Gundersheimer Weg, auf dem Friedhof Lage                    | 1923                                 | Kriegerdenkmal 1914–18; reliefierte neuklassizistische, überdachte Schauwand, 1923                                                                                       | BW                             |
| Kriegerdenkmal                             | Dalsheim, Gundersheimer Weg / Am Untertor Lage                        | 1913                                 | Kriegerdenkmal 1870/71; neuklassizistische reliefierte Stele, Laufbrunnen und Ruhebank                                                                                   | Fotos hochladen                |
| Lutherisches Pfarrhaus                     | Dalsheim, Kirchgasse 1 Lage                                           | 1738                                 | ehemaliges lutherisches Pfarrhaus; barocker Putzbau, 1738, 1822 erhöht                                                                                                   | Fotos hochladen                |
| Untere evangelische Kirche                 | Dalsheim, Kirchgasse 3 Lage                                           | 1738–42                              | auch Winterkirche, ehemals lutherische Pfarrkirche; barocker Saalbau, 1738–42                                                                                            | weitere Bilder Fotos hochladen |
| Hofanlage                                  | Dalsheim, Kirchgasse 4 Lage                                           | Ende des 16. Jahrhunderts            | Hofanlage; Wohnhaus, teilweise Zierfachwerk, im Kern vom Ende des 16. Jahrhunderts, barock überformt, bezeichnet 1742; Scheune, 18. Jahrhundert                          | BW                             |
| Katholischer Pfarrhof                      | Dalsheim, Mittelgasse 1 Lage                                          | 1737                                 | ehemaliger katholischer Pfarrhof; barocker Krüppelwalmdachbau, bezeichnet 1737                                                                                           | BW                             |
| Hofanlage                                  | Dalsheim, Mittelgasse 15 Lage                                         | 1726                                 | Vierseithof; klassizistisches Wohnhaus, Anfang des 19. Jahrhunderts, im Kern aus der ersten Hälfte des 18. Jahrhunderts (bezeichnet 1726); bauliche Gesamtanlage         | BW                             |
| Fabrikgebäude                              | Dalsheim, Philipp-Merkel-Straße 6 Lage                                | um 1920                              | ehemalige Fabrikationshalle der „Merkel’schen Möbel Fabrik“; sandsteinquaderverblendete Betonskelett-Konstruktion, um 1920                                               | BW                             |
| Rathaus Dalsheim                           | Dalsheim, Vordergasse 2 Lage                                          | 1873                                 | ehemaliges Rathaus; gründerzeitlicher Bruchsteinbau, Walmdach, 1873 | Fotos hochladen                |
| Wohnhaus                                   | Dalsheim, Vordergasse 10 Lage                                         | 1716                                 | barockes Wohnhaus, teilweise Fachwerk, bezeichnet 1716 | BW                             |
| Wohnhaus                                   | Dalsheim, Vordergasse 20 Lage                                         | Mitte des 18. Jahrhunderts           | barockes Wohnhaus, Mitte des 18. Jahrhunderts | BW                             |
| Weinbergshaus                              | Dalsheim, nördlich des Ortes; Flur Hinter der Steige Lage             | 18. oder Anfang des 19. Jahrhunderts | Weinbergshaus, Kragkuppelrundbau, 18. oder Anfang des 19. Jahrhunderts                                                                                                   | Fotos hochladen                |
| Weinbergshaus                              | Dalsheim, nordwestlich des Ortes; Flur Auf der Bürgel Lage            | 18. oder Anfang des 19. Jahrhunderts | Weinbergshaus, Kragkuppelrundbau, 18. oder Anfang des 19. Jahrhunderts                                                                                                   | weitere Bilder Fotos hochladen |
| Weinbergshaus                              | Dalsheim, westlich des Ortes; Flur Kurzgewann am Holzweg Lage         | 18. oder Anfang des 19. Jahrhunderts | Weinbergshaus, Kragkuppelrundbau, 18. oder Anfang des 19. Jahrhunderts                                                                                                   | Fotos hochladen                |
| Hofanlage                                  | Nieder-Flörsheim, Alzeyer Straße 4 Lage                               | 1593                                 | renaissancezeitliches Wohnhaus mit Erker, teilweise Zierfachwerk, bezeichnet 1593                                                                                        | BW                             |
| Türsturz                                   | Nieder-Flörsheim, Alzeyer Straße, an Nr. 5 Lage                       | 1584                                 | skulptierter Renaissance-Türsturz, bezeichnet 1584 | BW                             |
| Hofanlage                                  | Nieder-Flörsheim, Alzeyer Straße 10 Lage                              | um 1600                              | Vierseithof; spätklassizistisches Wohnhaus, um 1850, renaissancezeitliches Wohnhaus/Wirtschaftsgebäude, tleilweise Zierfachwerk um 1600, Umbau im frühen 18. Jahrhundert | BW                             |
| Rathaus Nieder-Flörsheim                   | Nieder-Flörsheim, Alzeyer Straße 12 Lage                              | 16. Jahrhundert                      | Rathaus mit katholischer Kapelle; Krüppelwalmdachbau, teilweise Fachwerk, im Kern wohl aus dem 16. Jahrhundert                                                           | Fotos hochladen                |
| Wohnturm                                   | Nieder-Flörsheim, Alzeyer Straße 25 Lage                              | 14. oder 15. Jahrhundert             | gotischer Wohnturm, Bruchsteinbau, 14. oder 15. Jahrhundert, Umbauten bezeichnet 1537 (?) und 1718                                                                       | BW                             |
| Wohnhaus                                   | Nieder-Flörsheim, Pfarrgasse 1 Lage                                   | um 1600                              | Bruchsteinbau mit Fachwerkresten, um 1600, Umbau im 19. Jahrhundert | BW                             |
| Wohnhaus                                   | Nieder-Flörsheim, Pfarrgasse 3 Lage                                   | um 1600                              | ehemaliges Forsthaus; Wohnhaus, im Kern um 1600, 1736 barock überformt                                                                                                   | BW                             |
| Evangelisches Pfarrhaus                    | Nieder-Flörsheim, Pfarrgasse 4 Lage                                   | Mitte des 18. Jahrhunderts           | spätbarocker Walmdachbau, Mitte des 18. Jahrhunderts | BW                             |
| Evangelische Pfarrkirche                   | Nieder-Flörsheim, Schulberg 9/11 Lage                                 | 13. Jahrhundert                      | ehemals St. Johann Baptist; spätbarocker Saalbau, erste Hälfte des 18. Jahrhunderts, im Kern aus dem 13. Jahrhundert; Westturm, 1828/29                                  | weitere Bilder Fotos hochladen |
| Kriegerdenkmal                             | Nieder-Flörsheim, Schulberg (auf dem Friedhof) Lage                   | 1892                                 | Kriegerdenkmal 1870/71, Inschrifttafel, Siegeseiche, 1892 | BW                             |
| Wohnhaus                                   | Nieder-Flörsheim, Untergasse 2 Lage                                   | 1617                                 | Wohnhaus, teilweise Zierfachwerk mit Erker, bezeichnet 1617 | BW                             |
| Wohnhaus                                   | Nieder-Flörsheim, Untergasse 3 Lage                                   | erste Hälfte des 18. Jahrhunderts    | eingeschossiges barockes Wohnhaus, teilweise Fachwerk, erste Hälfte des 18. Jahrhunderts                                                                                 | BW                             |
| Hofanlage                                  | Nieder-Flörsheim, Untergasse 7 Lage                                   | um 1850/60                           | Dreiseithof mit Altenteil und Toranlage, um 1850/60; bauliche Gesamtanlage                                                                                               | BW                             |
| Synagoge                                   | Nieder-Flörsheim, Untergasse 10 Lage                                  | 1817                                 | ehemalige Synagoge; hallenartiger Bruchsteinbau, 1817 | BW                             |
| Hofanlage                                  | Nieder-Flörsheim, Untergasse 11 Lage                                  | 1771                                 | Dreiseithof; im Kern spätbarock, bezeichnet 1771; Wohnhaus um 1840/50 klassizistisch überformt; Wirtschaftsgebäude; 19. Jahrhundert                                      | BW                             |
| Hatzfelder Hofanlage                       | Nieder-Flörsheim, Untergasse 14 Lage                                  | 1587                                 | im Kern barockes Wohnhaus, 1893 überformt, Torbogen bezeichnet 1587, Pforte bezeichnet 1602                                                                              | BW                             |
| Hofanlage                                  | Nieder-Flörsheim, Untergasse 17 Lage                                  | 16. oder 17. Jahrhundert             | Streckhof; Wohnhaus im Kern wohl aus dem 16. oder 17. Jahrhundert, im 18. Jahrhundert überformt                                                                          | BW                             |
| Weinbergshaus                              | Nieder-Flörsheim, südlich des Ortes; Flur An der Monsheimer Hohl Lage | 18. oder Anfang des 19. Jahrhunderts | Weinbergshaus, Kragkuppelrundbau, 18. oder Anfang des 19. Jahrhunderts                                                                                                   | Fotos hochladen                |
| Weinbergshaus                              | Nieder-Flörsheim, westlich des Ortes; Flur Im Goldberg Lage           | 18. oder Anfang des 19. Jahrhunderts | Weinbergshaus, Kragkuppelrundbau, 18. oder Anfang des 19. Jahrhunderts                                                                                                   | Fotos hochladen                |

## Ehemalige Kulturdenkmäler
| Bezeichnung | Lage                                 | Baujahr                  | Beschreibung | Bild |
| ----------- | ------------------------------------ | ------------------------ | --- | ---- |
| Scheune     | Dalsheim, Auf dem Römer 11 Lage      | 18. Jahrhundert          | ehemalige Scheune; Bruchstein, 18. Jahrhundert; aus Denkmalliste gelöscht                                                                             | BW   |
| Hofanlage   | Dalsheim, Mittelgasse 12 Lage        | 19. Jahrhundert          | Vierseithof, im Kern aus dem 19. Jahrhundert; aus Denkmalliste gelöscht                                                                               | BW   |
| Hofanlage   | Nieder-Flörsheim, Untergasse 6 Lage  | 1846                     | Fassade und Torhaus einer Hofanlage, ehemals bezeichnet 1846; aus Denkmalliste gelöscht                                                               | BW   |
| Hofanlage   | Nieder-Flörsheim, Untergasse 15 Lage | 16. oder 17. Jahrhundert | Vierseithof; barockes Fachwerkhaus, teilweise massiv, Umbau um 1801, Nebengebäude im Kern aus dem 16. oder 17. Jahrhundert; aus Denkmalliste gelöscht | BW   |